# كونتا كينتي
كونتا كينتي هي الشخصية الرئيسية في رواية جذور: ملحمة عائلة أميركية للمؤلف الأمريكي أليكس هيلي، والتي تم تحويلها أيضا كمسلسل تلفزيوني، والرواية عبارة عن مزيج من الوقائع الحقيقية والخيالية، كان بطلها الرئيسي كونتا كينتي الأفريقي المسلم وهو من دولة غامبيا الأفريقية من مدينه جوفور كانت لغته الأصلية «ماندينغا».
تم اعتقاله عام 1761م حيث كانه عمره 18 عاما ثم ترحيله إلى أمريكا أنابوليس مع140 شخص تم القبض عليهم في الأدغال من قبل تجار العبيد. مات منهم 60 في السفينة ورُمي بهم في البحر ليصبحو طعاماً للأسماك.
تم بيعه كعبد لعائلة برجوازية بقيمة 750 دولاراً كأعلى سعر وقد قدم أروع الأمثلة على الصبر والجَلَد من خلال تكرار محاولة الهروب وطلب الحرية كما رفض تغيير اسمه حتى قام مالكه بقطع رجله اليمنى حتى لايهرب ثم عالجته امرأة سوداء اسمها «بيل» وهي طباخة عند مالكه السيد «ويليام» على استعمال العكاز وتزوج منها وأنجب طفلة أسموها كيزي.
اسماه مالكه توبي لكنه رفض ذلك وكان لا يستجيب لنداءه حينما يناديه توبي ما أغضب مالكه فقام بربطه بالحبال وضربه بالسياط بشدة أمام كل العبيد الآخرين، ثم يسأله: ما اسمك؟ فكان يرد عليه: «كونتا كنتي»، فتنهال عليه السياط من مالكه مرة أخرى: ما هو اسمك؟ فيرد بصوت لا يكاد يسمع «كونتا كنتي»، «كونتا كنتي»، «كونتا كنتي». كان على وشك الموت عندما جاءه السؤال: ما اسمك؟ فقال: «توبي»، وأعادها بصوت مرتفع ليسمع كل العبيد كما أمره مالكه.
حينما رجعت ابنته كيزي لاحقاً إلى مكان وفاة والديها قامت بتغيير اسم «توبي» من على قبر أبيها ووضعت مكانه «كونتا كنتي».
ويوجد لكونتا كينتي نصب تذكاري في وسط مدينة أنابوليس.

## وصلات خارجية
- موقع مؤسسة كونتا كينتي